# Кунија Даини
Кунија Даини (јап. 大仁 邦彌; Хјого, 12. октобар 1944) бивши је јапански фудбалер.

## Каријера
Током каријере је играо за Мицубиши.

## Репрезентација
За репрезентацију Јапана дебитовао је 1972. године. За тај тим је одиграо 44 утакмице.

## Статистика
| Јапан  | Јапан   | Јапан  |
| Година | Наступи | Голови |
| ------ | ------- | ------ |
| 1972.  | 6       | 0      |
| 1973.  | 4       | 0      |
| 1974.  | 7       | 0      |
| 1975.  | 12      | 0      |
| 1976.  | 15      | 0      |
| Укупно | 44      | 0      |